# District de Beaufort
Le district de Beaufort (malais : Daerah Ranau) est un district administratif de l'État malaisien de Sabah, qui fait partie de la Division de l'Intérieur. La capitale du district est dans la ville de Beaufort.

### Liens connexes
- Districts de Malaisie